# Franta
Frantisek Mertl, dit Franta (né le 16 mars 1930 à Třebíč, en Tchécoslovaquie) est un peintre, sculpteur, graveur français d'origine tchèque. Il vit et travaille en France depuis 1958 (Nice, Vence)

## Biographie
Le père de Frantisek Mertl quitte le pays pour aller combattre les troupes hitlériennes, d'abord en France puis dans l'armée anglaise. Sa mère reste avec ses deux fils, elle est arrêtée par la Gestapo.
Frantisek Mertl suit des études aux Beaux Arts à Brno, à Prague et à l'Accademia delle Belle Arti à Pérouse en Italie.
Il rencontre Jacqueline, sa future femme. En 1958, il quitte son pays pour vivre et travailler en France.
Commence à montrer sa peinture, rencontre Chagall et Picasso, avec l'exposition "Peintures-Lumières" à Vallauris en 1963.
Il parcourt l'Europe, puis séjourne en Inde, Japon, Mexique, États-Unis et effectue de nombreux voyages en Afrique. Franta découvre un réservoir d'humanité, un autre espace, autre rythme de vie, une force débordante, émanant de la nature et des hommes. Le Mali, Pays Dogon, le Kenya, le Burkina Faso, le Niger, le Sénégal et la Gambie (Monographie « FRANTA » Édition Somogy Paris). L'humanité est au centre de l'œuvre de Franta et de son geste créateur. Il a puisé dans ces "multiples Afriques" la joie des corps, la célébration de la vie, la confirmation de son élan existentiel et sa propre énergie explosive. Curieux et prêt à partager, il revendique sa liberté en refusant de s'inscrire dans les modes.
Ses rencontres avec Graham Greene (Monographie « FRANTA » édition Gallery, Prague 2007) puis Milan Kundera (Monographie “Franta” Édition SOMOGY, Paris 2006) renforcent son parcours exigeant dans un contexte peu favorable à la peinture figurative. Puis plusieurs séjours et expositions aux États-Unis ouvrent un nouveau regard sur le monde d'aujourd'hui. Son travail est soutenu par Thomas Messer, alors directeur du Musée Guggenheim, William Rubin , directeur du MOMA, Charlotta Kotik du Musée de Brooklyn et la critique Dore Ashton. Il rencontre des artistes new-yorkais, Leon Golub, Louise Bourgeois, Roy Liechtenstein, Robert Rauschenberg...
Part au Mexique pour voir de près le travail et les fresques de ses artistes préférés : Orozco, Siqueiros, Rivera…
Franta a fait l'objet de recherche à l'Université Paris-Sorbonne sous la direction de Claude Frontisi dans le cadre notamment d'un mémoire de maitrise et d'une thèse de doctorat.
En 1975 a lieu le premier retour dans son pays d'origine. Jiri Kotalik, alors directeur de la Galerie nationale à Prague lui propose une exposition. Il s'ensuit toute une série de présentations de son travail en République Tchèque.
En 2014, sa ville natale de Třebíč, inscrite au patrimoine mondial de l'UNESCO, accueille sa donation, permettant la construction d'un Centre d'art entièrement consacré à son œuvre.

## Œuvre
Franta fait partie d'une génération de peintres qui placent la question de l'image, de la figure au centre de leur démarche - et cela dès ses premières réalisations -. Il développe des thèmes qui croisent les interrogations fondamentales sur l'identité, l'existence, l'individu face à lui-même et face au groupe, les rapports entre les sexes, la présence de la mort. Son œuvre est fortement marquée par l’expressionnisme et le néoréalisme.[Interprétation personnelle ?]
Exilé et curieux des autres, de leurs souffrances[Interprétation personnelle ?], il voyage beaucoup: Espagne, Danemark, Italie, Grèce, Turquie, Angleterre , Yougoslavie, Portugal., Niger, Maroc, Algérie, Tunisie, Japon, États-Unis.

## Expositions personnelles et collectives

### Expositions personnelles dans les musées, maisons de la culture, centres d'art (sélection)
- Paris Espace Art Absolument 2019

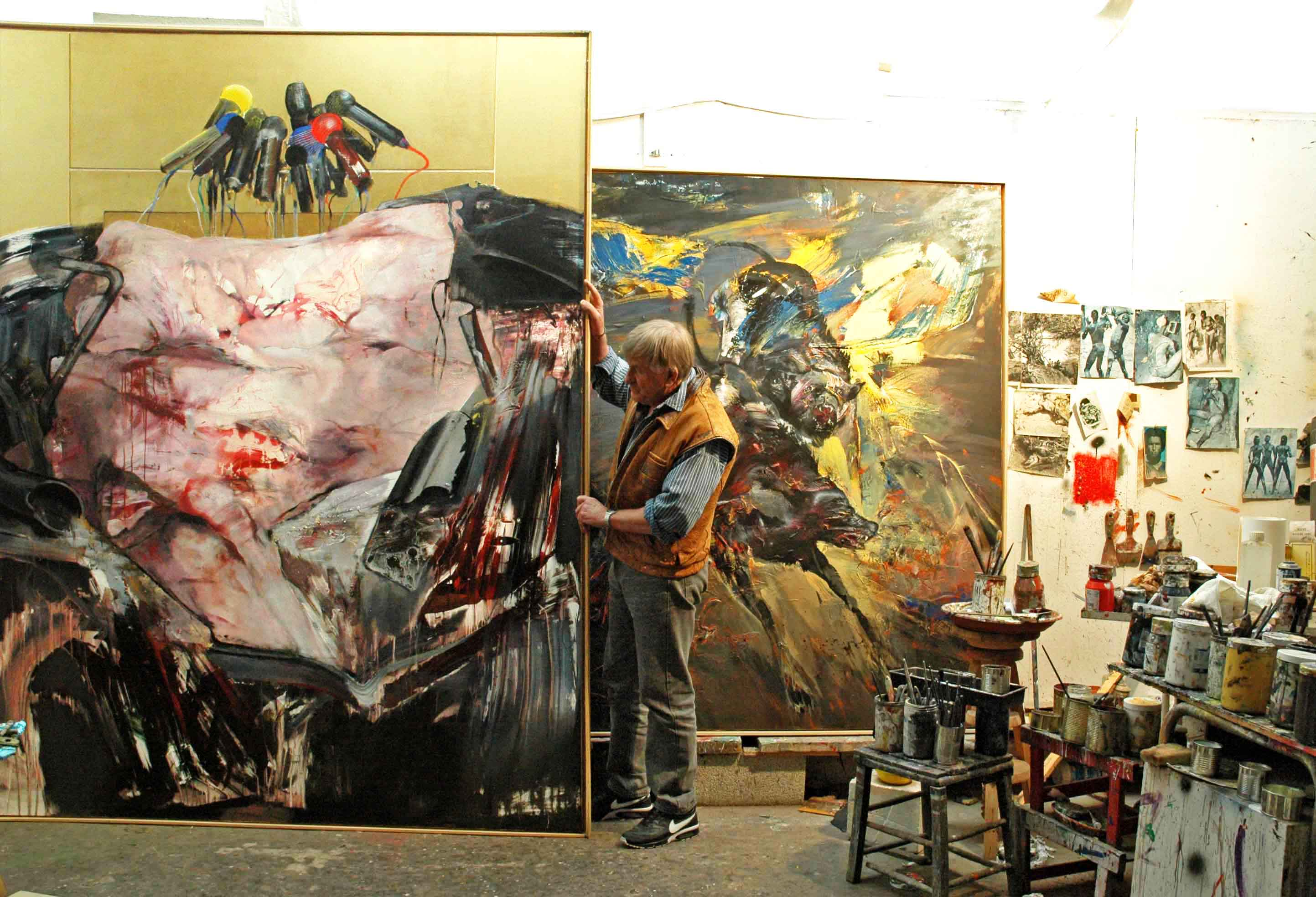
Franta dans son atelier à Vence

- Paris, Musée de la Ville / Galliera
- Antibes, Musée Picasso
- Berlin, Haus am Lützowplatz
- Grenoble, Musée de la peinture
- Nice, Musée d'Art Moderne et Contemporain
- New York-Bronx, Museum of Arts
- Prague, Musée tchèque d'art plastique
- Nice, Centre d'Art Contemporain/villa Arson
- Bochum, Kunstmuseum
- Cesky Krumlov, Egon Schiele Museum
- Detmold, Lippische Gessclschaft für Kumst
- Brno, Musée de la Ville/Spilberk
- Prague, Musée Kampa
- Menton, Musée de la Ville
- Cannes, Musée de la Castre
- Ostrava, Musée de la Ville
- Prague, Nova Sin
- Grenoble, Maison de la Culture
- Amiens, Maison de la Culture
- Saint Étienne, Maison de la Culture
- Vence, Musée / Fondation Emile Hugues
- Milwaukee, WI, Haggerty Museum of Art
- Trebic, Malovany dum
- Béziers, Musée Riquet
- Le Mans, Musée Tessé
- Cagnes sur Mer, Musée-Château
- Menton, Palais de l'Europe
- Paris, Centre culturel tchèque
- Vence, Chapelle des Pénitents
- Montbard, Musée Site Buffon
- San Francisco CA, Alliance française

## Les œuvres dans les collections publiques-acquisitions

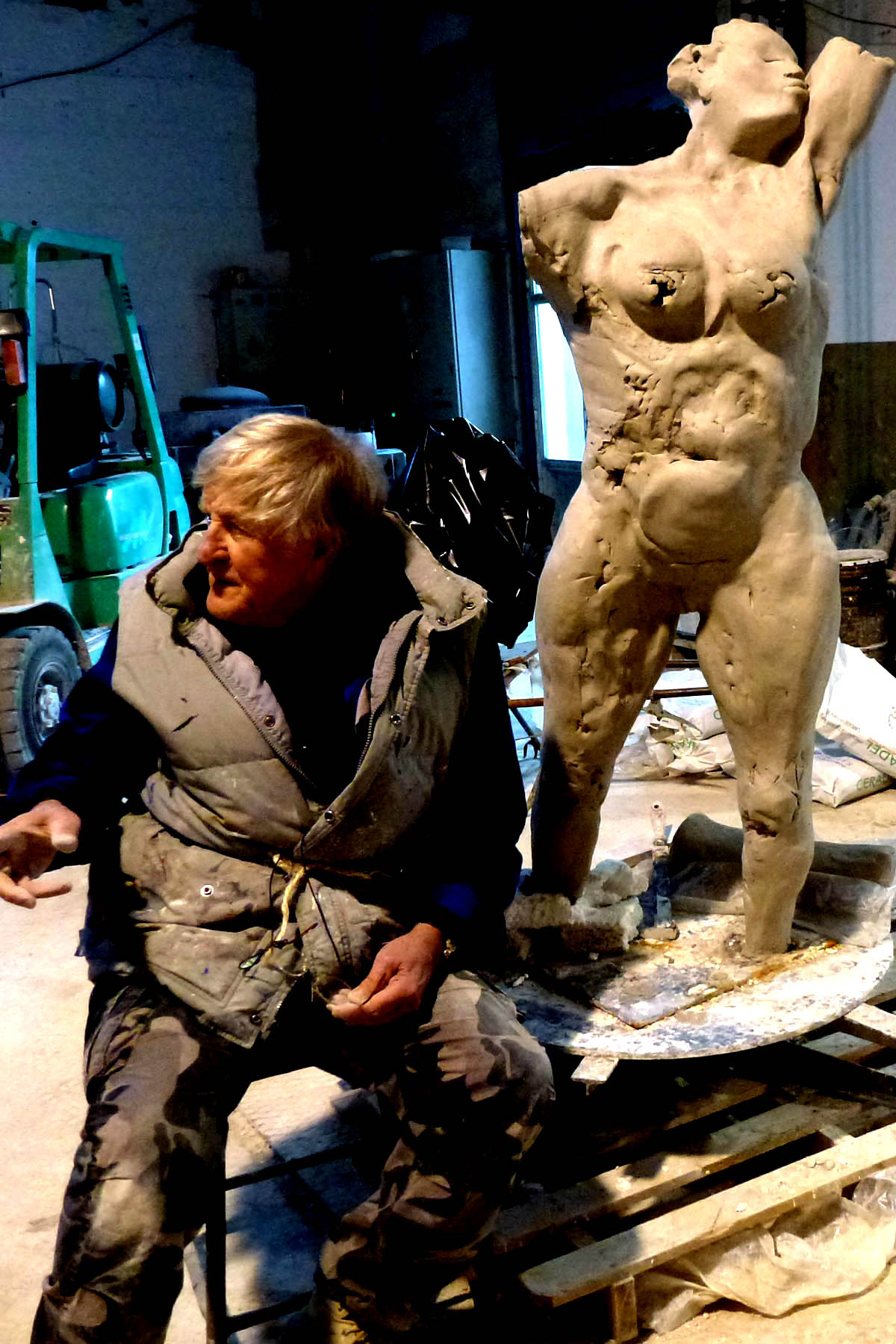
Franta

### International

#### France
- Paris, Musée d'Art Moderne de la Ville
- Arles, Fondation Van Gogh
- Paris, Centre National d'Art Contemporain
- Alsace, FRAC
- Paris, Fonds Nationaux de l'État
- Cannes, Musée de la Castre
- Grenoble, Musée de la peinture
- Antibes, Musée Picasso
- Nice, Musée Chéret
- Seyne sur Mer, Centre d'Art - Tamaris
- Dunkerque, Lieu d'Art et Action contemporaine
- Reims, FRAC
- Lyon, Musée des Beaux Arts
- Paris, Collection pour la Palestine
- Grenoble, Ville de Grenoble
- Champagne-Ardenne, FRAC
- Epinal, Musée départemental
- Besançon, Musée Municipal
- Paris, Bibliothèque Nationale, Cabinet des Estampes
- Saint-Paul-de-Vence, Fondation Maeght
- Grenoble, Maison de la Culture
- Provence-Cote d'Azur, FRAC
- Marseille, Musée Cantini
- Toulon, Musée de la Ville

#### Allemagne
- Bochum, Kunstmuseum
- Düsseldorf, Kunstmuseum

#### Italie
- Legnano, Fondazione Pagani
- Castelanza, Museo d'Arte Moderna

#### Belgique
- Kruishoutem Fondation Veranneman

#### Serbie
- Belgrade, Musée d'Art Moderne

#### États-Unis
- New York, Musée Solomon R. Guggenheim
- New York, Bronx Museum of the Arts
- New York-Brooklyn, Museum of Arts
- Milwaukee.WI, Haggerty Museum of Art
- New York, Coca Cola Bottling Co

#### Macédoine
- Skopje, Musée d'art contemporain

#### Suisse
- Zurzach, Antonie Deussen Stifung

#### République Tchèque
- Prague Galerie Nationale
- Brno, Moravske Muzeum
- Prague, Musée Tchèque d'Art plastique
- Trebic, Zapadomoravske muzeum
- Terezin, Ghetto muzeum
- Prague, Musée Kampa
- Lidice, Collection pour Lidice
- Brno, Musée de la Ville-Spilberk
- Brno, Universite Masaryk
- Jihlava, Musée Vysociny
- Ostrava, Musée de la Ville

#### Slovénie
- Ljubljana, Musée d'art Moderne
- Slovejn Gradec, Musée d'Art

#### Croatie
- Zagreb, Musée d'Art Moderne

#### Bosnie-Herzégovine
- Sarajevo, Musée d'Art

#### Corée
- Seul; M.Y.Fondation

#### Japon
- Nagoya, Musée d'Art Moderne
- Tokyo, Collection Hasegawa

#### Sénégal
- Dakar, Mourtala Diop Collection

#### Afrique du Sud
- Le Cap Musée de la Ville

### Monographies
- FRANTA - Au plus près / Close up, édition Art Absolument 2019
- FRANTA - E. Artaud, édition Cercle d'Art, Paris 2000
- FRANTA - Bernard Noël, Édition MAGE-Publisher Washington DC 1987
- FRANTA - Jean Luc Chalumeau, Édition Somogy, Paris 2007
- FRANTA - monographie, Édition GALLERY, Prague 2009
- FRANTA - sculptures, peintures, dessins, Bogéna Galerie, 2013
- FRANTA - Evelyne Artaud - Éditions TohuBohu, Paris 2017

### Poésie et l'écrit
- "Le Méridien" de Yves di Manno, 33 exemplaires sur Vélin d'Arches + gravure originale de Franta, UNES Édition 1987
- "M...quotidien" de Robert Butheau , édition originale sur Vélin de Rives, 4 lithographies original de Franta, Édition Chave 1982
- "Récit de la grande peste" de Katy Remy, édition originale sur Vélin de Rives , 4 lithographies de Franta, Édition Tipazza 1996
- "Sirventès" de Gilbert Casula, édition originale accompagnée de reproductions de dessins de Franta, onze exemplaires de tête comprenant un dessin original, Édition Tipazza 2008.
- "Entre équateur et tropique" de Jean-Pierre Charles, Éditions l'Ormaie Vence, accompagné de cinq encres de Franta, 2017

### Dictionnaires, ouvrages généraux
- International Who's Who in Art, Cambridge-Press Limited, 1983
- Grand Larousse Universel - supplément, Édition Larousse 1992
- The New York Art Review - Édition Krantz, New York 1992
- Who's Who in International Art - Genève , CH 1998
- Nouvelle Encyclopedie des Art plastiques Tchèque, Ed.Akademia 2007
- 25 ans d'art en France, Édition Larousse 1986
- La grande histoire de la peinture moderne, Tendance d'aujourd'hui, Ed. SKIRA
- Art Adress International Directory of Art , Frankfurt
- La nouvelle figuration, J.L.Chalumeau, Édition Cercle d'Art Paris 2004
- Art plastique en France, Édition Tetraed 1988
- Guide général du musée d'Art moderne de la Ville de Paris, Ed.Paris-Musée 1995

### Media
- France Culture, Pont des Arts, entretien avec Michel Chapuis, 1978
- France Culture, Pont des Arts, entretien avec Michel Chapuis 1982
- TV "Franta au MAMAC-Nice" , Jean François Tealdi, FR3 1995
- TV film "Franta", Karel Fuksa pour la télévision tchèque CT2, 45 min. 2005
- TV film "FRANTA, vsude, jinde" Ivana Krenova CT2 2010
- Encyclopédie audiovisuelle de l'art contemporain - FRANTA, Imago 2005
- TV film "Le centre d'art - Franta à Trebic" Ivana Krenova, pour CT1 2013